# Pablo del Barco
Pablo del Barco Alonso (Burgos, España, 11 de diciembre de 1943) es un profesor, crítico literario, escritor, traductor, artista gráfico y pictórico, editor y galerista español, doctor en Filología Hispánica. Profesor en la Universidad de Sevilla, investigador sobre las figuras de la generación del 98 y del 27, especialmente de Manuel y Antonio Machado, y sobre la literatura portuguesa y brasileña, de donde ha traducido al castellano a algunos de sus más notables escritores.
Permanente activista en el campo de la poesía visual, desde 1976, año en el que regresa a España tras estudiar en la Universidad de São Paulo (Brasil) el movimiento modernista brasileño, renovador del país tras la semana cultural de 1922. Mantuvo allí contacto con los creadores de la llamada poesía concreta brasileña, verdaderos impulsores de la nueva teoría y realización en la literatura poética contemporánea. 
En 2024 creó en Burgos la Fundación Pablo del Barco para gestionar su legado, difundir la poesía visual y apoyar a los creadores, tanto jóvenes como veteranos.

## Obra literaria

### Poesía
Es autor de más de cincuenta libros de poesía discursiva y visual. Entre ellos destaca:
- Piedra quejida (Sevilla, Aldebarán, 1975)
- Del Burgos desungido (ilustraciones de Ignacio del Río) (Sevilla, Arrayán Ediciones, 1981)
- Castilla bría y umbría (Madrid, Ediciones Libertarias, 1986)
- ...y Sevilla (Sevilla, Arrayán Ediciones, 1986. Ilustraciones José Luis Pajuelo)
- Inevitablemente, amar (Madrid, Endymion, Ed. Ayuso, 1988)
- Ribeiras de mim (Antología) (Río de Janeiro (Brasil), Nórdica, 1989)
- Cuerpo Canto (Instante Historia. Madrid, Libertarias, 1991)
- Itinamario (Universidad de Sevilla, 1994)
- Poemas a lápiz (Córdoba, CajaSur, 1999)
- Las razones del agua (Béjar, Ediciones L.F., 2002. Prólogo de José Manuel Caballero Bonald)
- Os anjos do Não. Los ángeles del NO (Quasi Edições, Vilanova de Famalicão (Portugal), 2004)
- Presencia indefinida (Valladolid, Fundación Jorge Guillén, 2004; Prólogo de Antonio Gamoneda)
- La Mancha 16 (Sevilla, Factoría Del Barco, 2005)
- El laberinto de las palabras (Sevilla, 2006)
- La ciudad reflejada (bilingüe español-portugués, Valladolid, 2008)
- Vivir contra el espejo (español / portugués) (Sevilla, Factoría del Barco, 2011)
- Desencia de mí (Sevilla, Ediciones en Huida, 2012; edición bilingüe español / portugués)
- La piel de la razón (Barcelona, Los libros de la Frontera, 2012)
- Regresar al aire (Burgos, Factoría del Barco, 2017)
- Fortuna y liquidación de amor (Madrid, Huerga & Fierro, 2018)

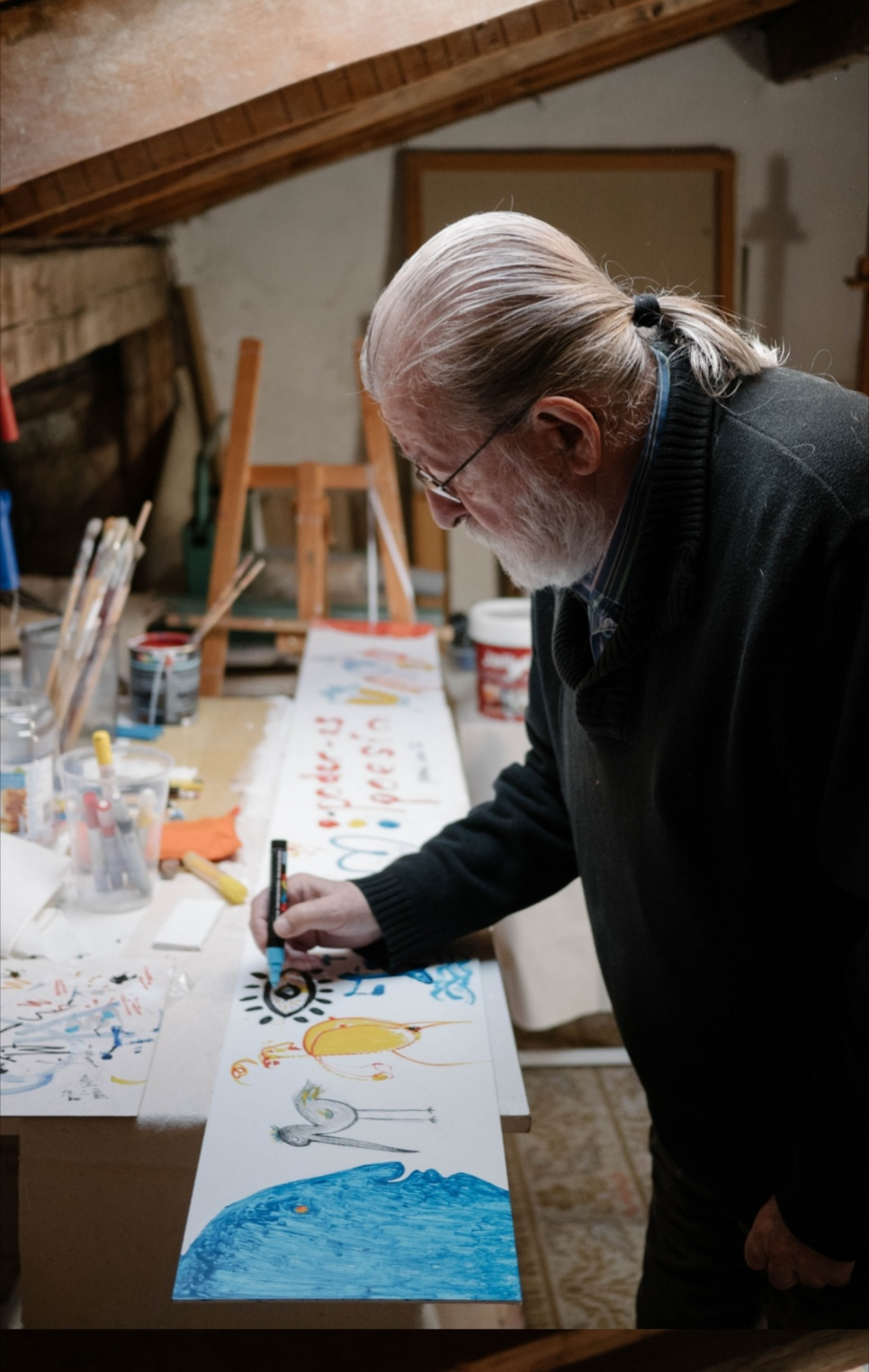
Pablo Del Barco trabajando en su estudio. Foto por María Revilla

En el ámbito de la poesía visual se encuentran:
- Versounverso (Pamplona, Euskal Bidea, 1979)
- 14 x 14 sonetos (Sevilla, Arrayán Ediciones, 1980)
- Libro blanco para la paz (Sevilla, Arrayán Ediciones, 1982)
- Di(s)curso (Udine, Italia, Campanotto Editore, 1984)
- Escribituras (Sevilla, Arrayán Ediciones, 1986)
- Zoosígnica (Sevilla, Arrayán Ediciones, 1986)
- El animalario estrafalario (Sevilla, Arrayán Ediciones, 1986)
- ¡lluvia! (Sevilla, Arrayán Ediciones, 1987)
- Horóscopo, mujer, (Edición numerada, ilustraciones de Manuel Sierra) (Sevilla, Arrayán Ediciones, 2000)
- 28 son-es (Sevilla, Arrayán Ediciones, 2004)
- Hacedor del tiempo (Cuenca, El Pájaro de cristal, 2006)
- Candiles (Edición de autor, grabados; 40 ej.) (Factoría del Barco, 2007)
- Pintar como un poeta, escribir como un pintor (Córdoba, La manzana poética, 2018)

### Obra narrativa
En su obra narrativa se encuentran:
- Cuentos para niños que nunca fueron.... (Madrid, Ed. Libertarias, 1985)
- Flap, flap (Mérida, La Centena, Editora Regional de Extremadura, 1991)
- Cosas de Brasil y no (Sevilla, Arrayán Ediciones, 2001)
- El concierto de las cigarras (Sevilla, Factoría del Barco, 2010)
- Mundo S.A. (Palencia, Ediciones Menoscuarto, 2007)
- La vida no es verdad (Sevilla, Anantes Editorial, 2014)

## Crítica literaria
Entre sus ediciones están: 
- Canciones amorosas de Ripoll (Versión y prólogo). Madrid, Gisa, 1976
- Fernando Pessoa: Poemas de Alberto Caeiro. Traducción del texto. Madrid, Visor, 1980
- Antonio Machado: Juan de Mairena y Apuntes inéditos. (Edición y estudio comparativo). Madrid, Alianza Editorial, 1981
- João Cabral de Melo Neto: La educación por la piedra. Traducción del texto. Madrid, Visor, 1982
- Manuel Machado: Alma. Ars moriendi. Madrid, Cátedra, 1988
- Carlos Drummond de Andrade: Itabira. Traducción del texto. Madrid, Visor, 1990
- Machado de Assis: Don Casmurro. Traducción del texto. Madrid, Letras Universales, Cátedra, 1991
- Antonio Machado: Juan de Mairena. Ed. Junta de Andalucía. Sevilla, 1999
- Antonio Machado: Juan de Mairena (Antología). Sevilla, Ed. Renacimiento, 2000
- Ver la palabra, leer la imagen, Morón de la Frontera, Asociación poética Sin Fronteras” 2002
- Antonio Machado: Juan de Mairena,  Madrid, Alianza Editorial, 2004
- Sevilla y los Machado. Sevilla, Servicio de Publicaciones de la Universidad, 2010
- Tercera parte de Guzmán de Alfarache, de Félix Machado. Sevilla, Publicaciones del Ayuntamiento, 2010. Prólogo.
- Los papeles de los Machado. 2025. Editorial: Rico Adrados, S.L.[3]

## Traducciones
Se destacan las siguientes:
- Rubem Fonseca: Feliz Año Nuevo. Madrid, Alfaguara, 1977
- Fernando Pessoa: Poemas de Alberto Caeiro. Madrid, Visor, 1980
- Darcy Ribeiro: Maíra. Madrid, Alfaguara, 1981
- João Cabral de Melo Neto: La educación por la piedra. Madrid, Visor, 1982
- Eric Nepomuceno “Antes del invierno” (cuentos). Martín Casilla, México, 1984
- Darcy Ribeiro: El Mulo. Madrid, Alfaguara, 1987
- Carlos Drummond de Andrade: Itabira (Antología). Madrid, Visor, 1990
- Francesc Petit: Publicidad     ilimitada. Barcelona, Folio, 1994
- Machado de Assis: Don Casmurro. Madrid, Letras Universales, Cátedra, 1991. Círculo de Lectores, 2000
- David Mourão Ferreira: Un amor feliz. Madrid, Calpe, 1992
- Chico Buarque: Estorbo. Barcelona, Tusquets, 1992
- Francesc Petit: Publicidad ilimitada. Barcelona, Signo, 1994
- Ferreira Gullar: Poema sucio. Madrid, Visor, 1998
- Murilo Mendes: Tiempo español Editorial Almuzara, 2008
- Machado de Assis, El alienista, Menos cuarto Ediciones, 2008

## Poesía visual y obra plástica.
Principales exposiciones:
Individuales:
- 1979:
  - Obra gráfica. Poemas visuales. Casa de Cultura, Burgos
- 1990:
  - Tex-ternuras, Posada del Potro, Córdoba
- 1991:
  - Galería Tate, Madrid
  - Galería Muralla, Ubeda (Jaén)
  - Fundación Plaas, Lindau (Alemania)
- 1992:
  - Galería Luiz Verri. “Con cierto de alas” Puebla del Río, Sevilla
  - "por qué no?", Del Barco Galería, Sevilla
- 1993:
  - Taurios, Ra del Rey, Madrid
  - Galerie Hedi Probst, Nonnenhorn- Bodensee, Alemania
- 1994:
  - Galería Gabriele W. Vornbach, Alemania
  - Centre Cultural d'Alcoi, Alicante
  - Galería Trinidad Gutiérrez, Jerez de la Frontera, Cádiz
- 1995:
  - Transvisiones, Ayuntamiento de Burlada
- 1996:
  - De hombres y pájaros, Galería Luiz Verri, Puebla del Río, Sevilla
- 2000:
  - Pintar para escribir, Arco de Santa María, Burgos
  - Librería La Karaba, Vizcaya
- 2002:
  - Luis Cernuda a verso y pincel, Sevilla, Casa de la Provincia / Arco de Santa María, Burgos
  - Galería Adriano Baptista. Junta de Freguesia de Olhao, Portugal
- 2007:
  - Café Brasil, Casa do Brasil, Madrid; Candiles, Sevilla
- 2011:
  - esto es Literatura?, Universidad Miguel Hernández
- 2014:
  - Mira la poesía, Centro Cultural La Almona
- 2015:
  - Poesía Visual, Arquivo Histórico Municipal, Vila Real de Santo Antonio, Portugal
  - Fantasía o no, Casa de las Sirenas, Sevilla
- 2016:
  - Mirala poesía / Mira la poesía, Arco de Santa María, Burgos
- 2017:
  - Mirala poesía / Mira la poesía, Antiquarium, Sevilla.